# NOW Christmas 2002
NOW Christmas 2002 er et dansk opsamlingsalbum udgivet i november 2002 af NOW Music. 

## Spor

### Disc 1
1. Wham! – "Last Christmas"
2. Brenda Lee – "Rockin' Around The Christmas Tree"
3. Shakin' Stevens – "Merry Christmas Everyone"
4. Kylie Minogue – "Santa Baby"
5. MC Einar – "Jul det' cool"
6. Diana Ross & The Supremes – "Santa Claus Is Coming To Town"
7. Paul McCartney – "Wonderful Christmastime"
8. Slade – "Merry Xmas Everybody"
9. Nat "King" Cole – "The Christmas Song (Merry Christmas To You)"
10. Darleens – "It's Gonna Be A Cold Cold Christmas"
11. Macy Gray – "Winter Wonderland"
12. Vanessa Williams – "Have Yourself A Merry Little Christmas"
13. Gnags – "Julesang"
14. The Pretenders – "2000 Miles"
15. Britney Spears – "My Only Wish (This Year)"
16. Ronan Keating feat. Maire Brennan – "Fairytale of New York"

### Disc 2
1. John Lennon & Yoko Ono – "Happy Xmas (War Is Over)"
2. Band Aid – "Do They Know It's Christmas?"
3. Vonda Shepard – "Please Come Home For Christmas"
4. Johnny Logan – "Christmas Time"
5. Christina Aguilera – "This Christmas"
6. Chris de Burgh – "A Spaceman Came Travelling"
7. Roy Wood with Wizzard – "I Wish It Could Be Christmas Everyday"
8. Bing Crosby – "White Christmas"
9. Fenger & Helmig – "Når Sneen Falder"
10. Carnie & Wendy Wilson – "Jingle Bell Rock"
11. Chris Rea – "Driving Home For Christmas"
12. Stine Bjerregaard – "Everytime It's Christmas"
13. Otto Brandenburg – "Søren Banjomus"
14. David Essex – "A Winter's Tale"
15. *NSYNC – "The First Novel"
16. ABBA – "Happy New Year"